# Kružberk
Kružberk település Csehországban, a Opavai járásban. Kružberk Budišov nad Budišovkou, Nové Lublice, Jakartovice, Moravice, Svatoňovice és Staré Těchanovice településekkel határos. Lakosainak száma 233 fő (2024. január 1.).

## Népesség
A település lakosságának változását az alábbi diagram mutatja:
| Lakosok száma | 760  | 731  | 602  | 417  | 315  | 296  | 250  | 237  | 238  | 233  |
|               | 1869 | 1890 | 1921 | 1950 | 1980 | 2001 | 2017 | 2019 | 2022 | 2024 |